# Bernike Pasveer
Bernike Pasveer is een Nederlands auteur en sociaal-filosoof aan de faculteit Faculteit der Cultuurwetenschappen van de Universiteit Maastricht. 
Pasveer studeerde sociologie aan de Rijksuniversiteit Groningen. Ze studeerde daar cum laude af in 1985 met haar scriptie over documentaire fotografie. Hierna begon zij als aio aan de Universiteit van Amsterdam waar ze in 1992 promoveerde op de historie van de medische fotografie. Een proefschrift waarin zij de introductie van de röntgenfotografie in de medische wereld beschrijft en het werk analyseert dat moest worden gedaan om de schaduwbeelden re-presentaties van het lichaam te laten zijn. Sinds 1996 is Pasveer werkzaam aan de Universiteit Maastricht als universitair docent.
Bernike Pasveer schreef verschillende wetenschappelijke en populair wetenschappelijke werken over voortplanting en bevalling en richtte zich daarbij met name op de ethische, filosofische en morele aspecten van de rol die technologie in het lichaam en leven van vrouwen gaat spelen. In 2006 publiceerde zij, samen met Ivo van Hilvoorde het boek Beter dan goed een boek over genetica en de rol daarvan in de topsport. Het boek beschrijft onder meer hoe genetische technologie leidt tot ethische vraagstukken in de sport en hoe deze technologie vaste waarden als fair-play en grenzen verleggen van hun voetstuk kan stoten.
Van 2006 tot 2008 werkte zij op detacheringsbasis bij het directoraat generaal Internationale Samenwerking van het Ministerie van Buitenlandse Zaken, op de afdeling die zich met het onderzoeksbeleid bezighoudt. Van 2008-2010 was zij gedetacheerd enerzijds als senior consultant bij het European Center for Development Policy Management te Maastricht, en anderzijds senior policy manager bij het Radio Netherlands Training Center  van de Wereldomroep in Hilversum. Op beide plekken hield ze zich bezig met het belang kennis voor ontwikkeling en ontwikkelingsbeleid. In september 2010 keerde zij terug naar de Universiteit Maastricht; haar onderzoek gaat over 'waardig sterven', en over het intercultureel reizen van medische richtlijnen en protocollen. Ze is tevens mede-oprichter en programmamaker van debatcentrum Sphinx in Maastricht.

## Publicaties
- 1992 - Shadows of Knowledge. Making a Representing Practice in Medicine: X-ray Pictures and Pulmonary Tuberculosis, 1895-1930. Amsterdam (PhD Thesis)
- 2000 - Wiens lijf, wiens leven? Echografie en het lichaam. Hoofdstuk in: De Nieuwe Mens. De Maakbaarheid van Lijf en Leven.
- 2001 - De Voortplanting Verdeeld. Den Haag: Rathenau Instituut.
- 2002 - Embodiment and disembodiment in childbirth narratives.
- 2006 - Beter dan goed. Over genetica en de toekomst van topsport. Diemen: Veen.
- 2007 - Gene-talk and sport-talk: a view from the radical middle ground. Met Ivo van Hilvoorde & Heather Sheridan. European Journal of Sport Science, Vol. 6 (4), pp. 223 – 230.
- 2011 - A house for knowledge: using metaphors to guide knowledge sharing and learning in development organisations. Knowledge Management for Development Journal, vol. 6 (3), 219-231.